# Pierre Fédida
Pierre Fédida (1934-2002) foi um dos psicanalistas franceses mais importantes, na continuação de Jacques Lacan.

## Biografia
De formação filosófica (foi estudante de Gilles Deleuze em Clermont-Ferrand), Pierre Fédida formou-se em fenomenologia, a qual influenciou a psicanálise que ele desenvolveu.   
Trabalhou anos inteiros num diálogo rigoroso  com o historiador da arte Georges Didi-Huberman.
Formou centenas de psicanalistas, dirigindo notadamente as teses de  Maud Mannoni, Patrick Guyomard e Monique David-Ménard.
Foi professor na universidade  Paris VII.
Foi co-diretor da coleção ‘’Forum Diderot’’,  das  Presses Universitaires de France (PUF), que publicou,  de 1995 a  2002,  intervenções feitas por diversos participantes,  juristas, filósofos, cientistas,  durante colóquios organizados pela Universidade de Paris 7 - Denis Diderot, pelo  Centro de estudos do vivente que ele dirigia, e pela Associação  Diderot, presidida pelo filósofo Dominique Lecourt.
Foi enterrado no cemitério de Montparnasse (14e divisão).

## Pensamento
Ele questiona todos os grandes psicanalistas (Ludwig Binswanger, Jacques Lacan, Donald Winnicott), mas também personalidades da literatura e da arte (Samuel Beckett, Georges Bataille…).

### Obras
- Dicionário  sumário, comparativo  e crítico das noções principais da psicanálise, Paris : Larousse, 1974. 255 p. Collection : Les Dictionnaires de l'homme du XX×10{{{1}}} século.
- O conceito e a violência, Paris : Union générale d'éditions, 1977.
- Corpo do vazio e espaço da sessão, Paris : J.-P. Delarge, 1977.
- A ausência, Paris : Gallimard, 1978. Collection: Collection Connaissance de l'inconscient. ISBN 2070315398
- Crise e contra-transferência, Paris : Presses universitaires de France, 1992.
- "L'addiction da ausência. A esperança de ninguém" in "Clinique des toxicomanes, Ed. Eres 1995
- O sítio do estrangeiro,  a  situação  piscanalítica", Paris : Presses universitaires de France, 1995.
- Por onde começa o corpo humano :retorno à regressão, Paris : Presses universitaires de France, 2000.
- A farsa da neuropsicanálise, artigo publicado na La recherche hors série n3 (abril 2000)
- Os benefícios da depressão: elogio da psicoterapia,  Paris : Odile Jacob, , 2001. 259 p.
- Psiquiatria e existência:textos  reunidos por Pierre Fédida, Jacques Schotte, Editions Jerôme Millon, Collection Krisis, 1991, ISBN 2905614498